# Hrabstwo Ringgold

Piramida wieku hrabstwa

Hrabstwo Ringgold – hrabstwo położone w USA w stanie Iowa z siedzibą w mieście Mount Ayr. Założone w 1847 roku.

## Miasta
| - Beaconsfield - Benton - Delphos - Diagonal | - Ellston - Kellerton - Maloy - Mount Ayr | - Redding - Tingley |

## Drogi główne
| - US Highway 169 - Autostrada Iowa 2 - Autostrada Iowa 25 |

## Sąsiednie hrabstwa
- Hrabstwo Union
- Hrabstwo Decatur
- Hrabstwo Harrison
- Hrabstwo Worth
- Hrabstwo Taylor